# Borudzserdi-ház
A Borudzserdi-ház történelmi épület az iráni Kásán városában. 1857 körül, a Kádzsár-dinasztia idején épült Usztád Ali Marjam építész tervei alapján a névadó Borudzserdi családba beházasodó menyasszonynak, aki a Tabátabei családból származott. Az épület Kásán városának kiemelkedő épületei közé tartozik az Ámeri-házzal és a Tabátabei-házzal együtt. Utóbbit szintúgy Usztád Ali Marjam tervezte. Az épületben helyet kapott több szoba, egy fő kupola, illetve a kertek és belső udvarok. Az épület egy külső és egy belső térre oszlik, utóbbi a külvilágot kizárva privát használatú helyiségeket takar. Az épületet kőfaragványok és mozaikok sormintái díszítik.

## Galéria

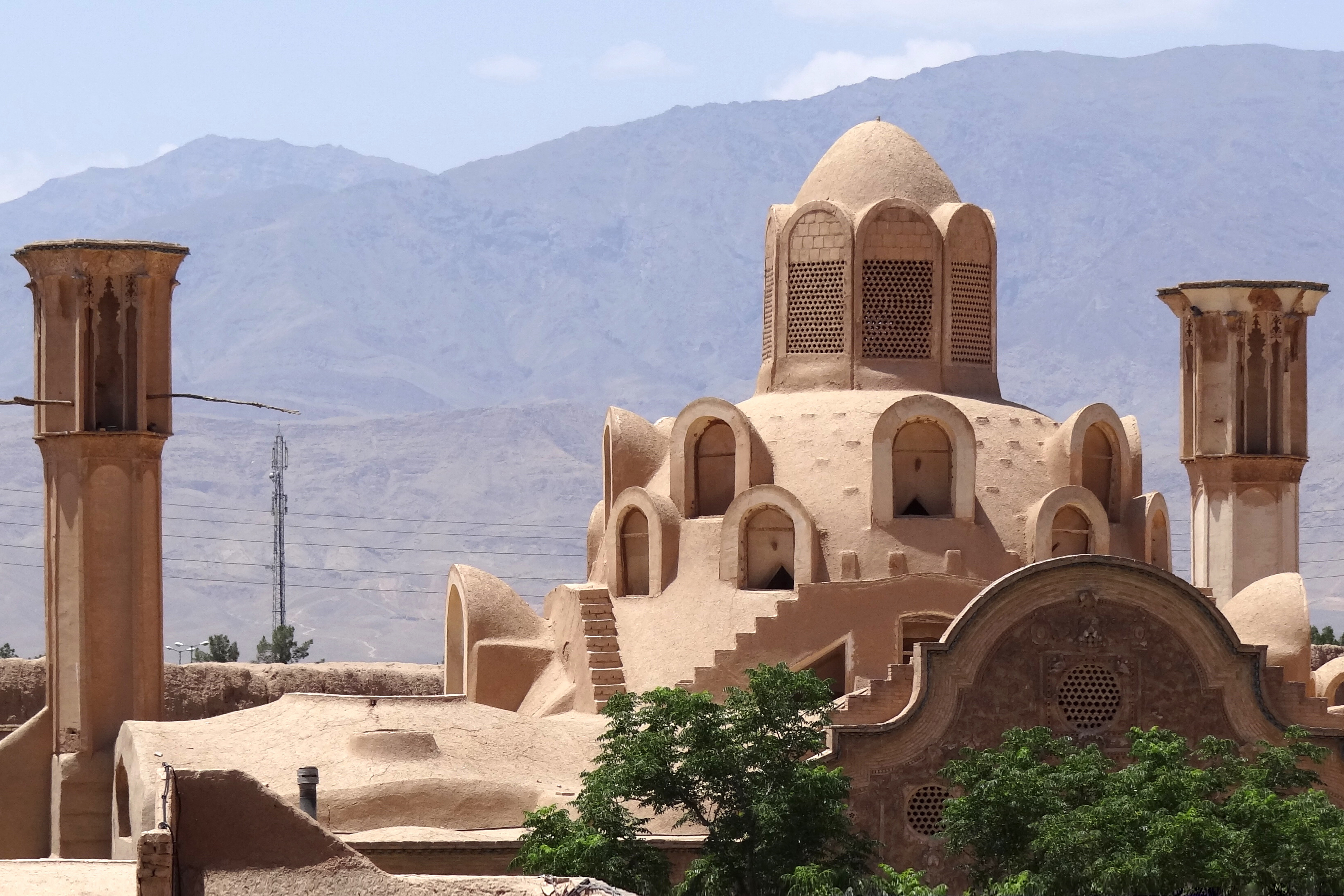
Az épület fő kupolája kívülről
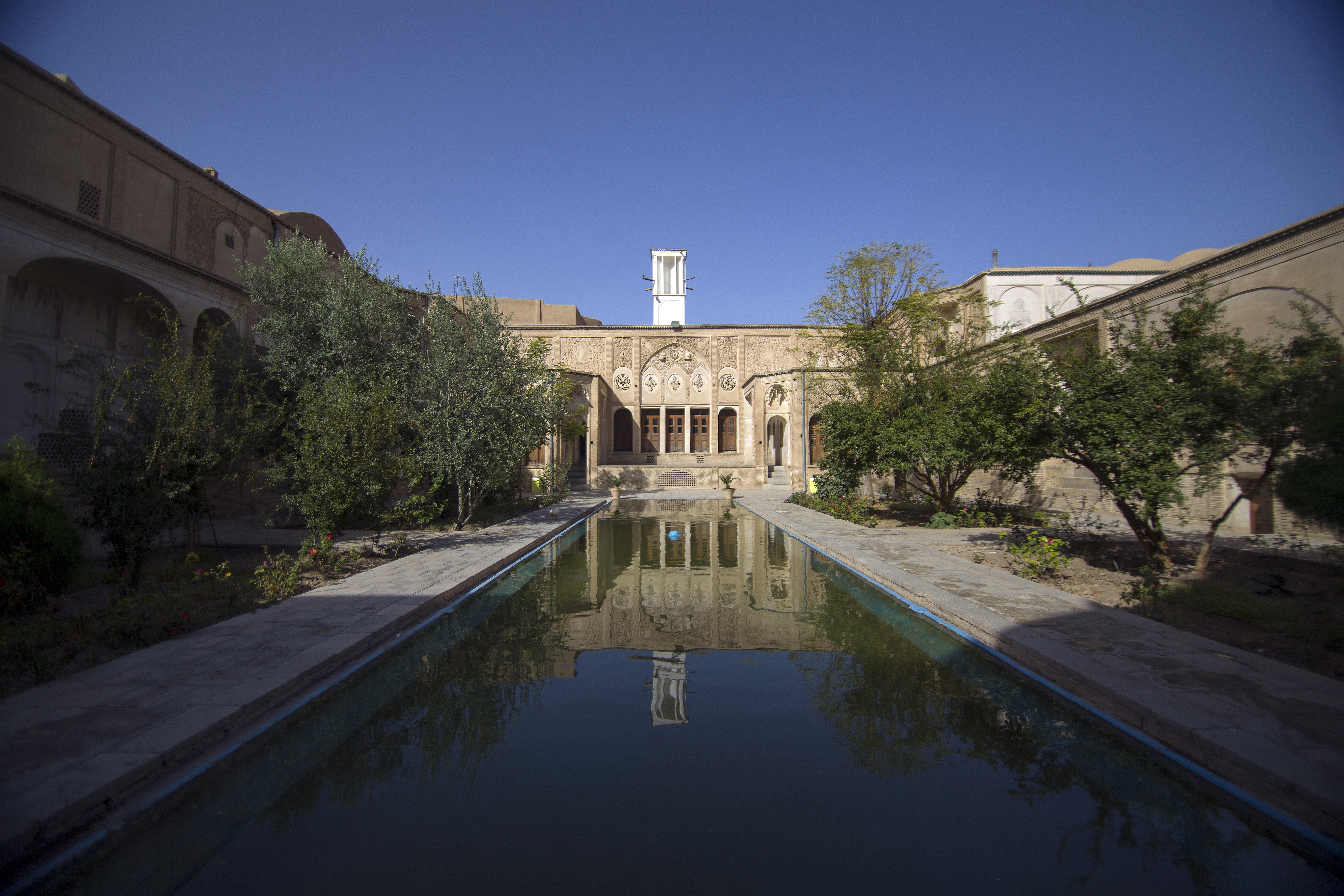
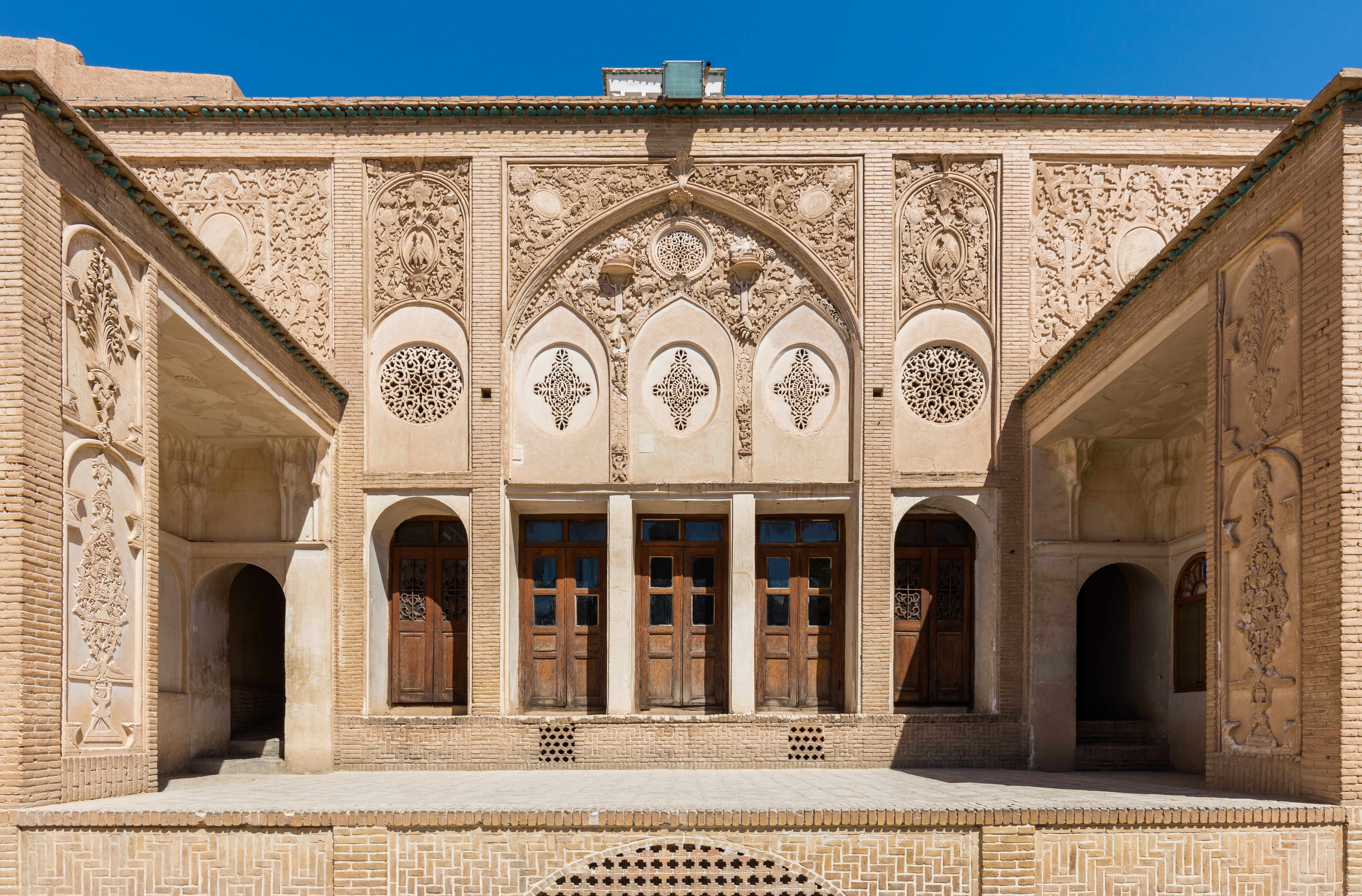
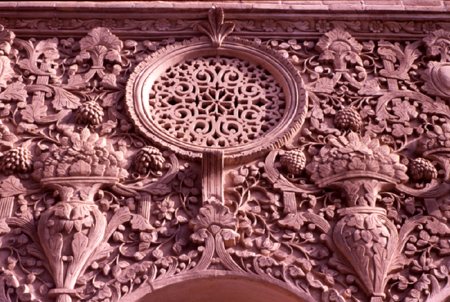

## Fordítás
Ez a szócikk részben vagy egészben  a   Borujerdi House című angol Wikipédia-szócikk ezen változatának fordításán alapul.  Az eredeti cikk szerkesztőit annak laptörténete sorolja fel. Ez a jelzés csupán a megfogalmazás eredetét és a szerzői jogokat jelzi, nem szolgál a cikkben szereplő információk forrásmegjelöléseként.